# Héctor y Tito
Héctor y Tito waren een Puerto Ricaans reggaeton-duo die bekendheid verworven met hits zoals Baila, Morena (samen met Luny Tunes en Noriega), Cae la Noche en Amor de Colegio.
Het duo bestaat uit Héctor "El Bambino", nu bekend als Hector "El Father" (Héctor Delgado Román) geboren in 1979 en Tito "El Bambino" (Efraín Fines Nevárez) geboren in 1981.
Hector & Tito startten hun carrière in de jaren 90 onder de naam "Los Bambinos" nadat ze hadden gezongen met andere reggaeton artiesten. Samen brachten ze verschillende albums uit en genoten bekendheid in Latijns-Amerika.
Ondanks hun succes ging het duo in 2004 uit elkaar. Sindsdien zijn ze allebei met hun eigen carrière verdergegaan.

## Discografie
- Violencia Musical (1998)
- Nuevo Milenio (2000)
- Lo De Antes (2001)
- A La Reconquista (2002)
- La Historia - Live (2003)
- Season Finale (2005)